# Фределон де Гор
Фределон (фр. Frédelon; ум. после 960) — граф де Гор, сын графа Гильема Гарсии де Фезансака.

## Биография
Год рождения Фределона неизвестен. Имя Фределона упоминается в «Кодексе Роды» среди других сыновей графа Фезансака Гильема Гарсии.
После смерти Гильема Гарсии его владения были разделены между сыновьями. Одон получил восточную часть отцовских владений от Вика до Мовзена, и от Монтескью до Валанса, за которой сохранилось название Фезансак. Бернар I получил западную часть, включавшую кантоны Рискль, Эньян, Ногаро и Казобон, которая получила название графства Арманьяк. Предполагается, что Фределон также получил какие-то владения.
Подпись Фределона упоминается в акте о дарении монастырю Святой Марии в Оше рядом с именами братьев Одона и Бернара, датированном около 960 года. Фределон там назван графом, однако его владения не указаны. Поздние авторы предположили, что он был первым правителем графства Гор — небольшой области, в которую входили Сен-Пуи, Ласовета, Флёранс, Пойяк, Пуипти, Режомон и Сан-Лари. Однако это владение значительно меньше владений Одона и Бернара. Отец Монгальяр предположил, что Фределон мог владеть Пардиаком, однако это владение входило в состав графства Астарак.
Больше о Фределоне ничего неизвестно. Также неизвестно, было ли у него потомство.